# Gran Premio motociclistico del Belgio 1966
Il Gran Premio motociclistico del Belgio fu il quinto appuntamento del motomondiale 1966.
Si svolse il 3 luglio 1966 sul circuito di Spa-Francorchamps. Corsero le classi 250, 500 e sidecar.
In 250, Mike Hailwood vinse a oltre 196 km/h di media, mentre Phil Read, autore del giro più veloce, fu secondo.
La gara della 500 si svolse sotto il diluvio (mentre in 250 non aveva piovuto) e la gara fu segnata da molte cadute (dei 30 piloti alla partenza solo 14 tagliarono il traguardo), tra cui quelle di Redman, Woodman e Wales. Per il rhodesiano della Honda la caduta segnò la fine della sua carriera di centauro. Si ritirò anche Hailwood, per rottura del cambio, dando quindi la vittoria a Giacomo Agostini (nona vittoria consecutiva in 500 a Spa per la MV Agusta).
Nei sidecar, Fritz Scheidegger vinse la gara e il titolo di Campione del mondo.

## Classe 500

### Arrivati al traguardo
| Pos. | Pilota            | Moto      | Tempo        | Punti |
| ---- | ----------------- | --------- | ------------ | ----- |
| 1    | Giacomo Agostini  | MV Agusta | 1h 19' 43" 1 | 8     |
| 2    | Stuart Graham     | Matchless | +1' 48" 4    | 6     |
| 3    | Jack Ahearn       | Norton    | +2' 06" 1    | 4     |
| 4    | Gyula Marsovszky  | Matchless | +5' 06" 2    | 3     |
| 5    | John Mawby        | Norton    | +1 giro      | 2     |
| 6    | Ron Chandler      | Matchless | +1 giro      | 1     |
| 7    | Bosse Granath     | Matchless | +1 giro      |       |
| 8    | Lewis Young       | Matchless | +1 giro      |       |
| 9    | Peter Williams    | Matchless | +1 giro      |       |
| 10   | Len Atlee         | Norton    | +1 giro      |       |
| 11   | Dan Shorey        | Norton    | +1 giro      |       |
| 12   | Maurice Hawthorne | Norton    | +1 giro      |       |
| 13   | John Dodds        | Norton    | +2 giri      |       |
| 14   | Fred Stevens      | Matchless | +2 giri      |       |

### Ritirati
| Pilota            | Moto              | Motivo ritiro      |
| ----------------- | ----------------- | ------------------ |
| Mike Hailwood     | Honda             | rottura del cambio |
| Johnny Wales      | Norton            | caduta             |
| Alain Barbaroux   | Norton            |                    |
| Walter Scheimann  | Norton            |                    |
| Jim Redman        | Honda             | caduta             |
| Eduard Lenz       | Matchless         |                    |
| Philippe Canoui   | Matchless         |                    |
| Roger Beaumont    | Norton            |                    |
| Dave Lloyd        | Norton            |                    |
| Derek Woodman     | Metisse-Matchless | caduta             |
| Toshio Fujii      | Norton            |                    |
| Chris Conn        | Norton            |                    |
| Ian Burne         | Norton            |                    |
| John Cooper       | Norton            |                    |
| Jack Findlay      | Matchless         |                    |
| Kelvin Carruthers | Norton            |                    |
| Malcolm Stanton   | Norton            |                    |

## Classe 250

### Arrivati al traguardo
| Pos | Pilota        | Moto   | Tempo     | Punti |
| --- | ------------- | ------ | --------- | ----- |
| 1   | Mike Hailwood | Honda  | 38' 40" 5 | 8     |
| 2   | Phil Read     | Yamaha | +11"      | 6     |
| 3   | Jim Redman    | Honda  | +23" 6    | 4     |
| 4   | Derek Woodman | MZ     | +1' 56" 9 | 3     |
| 5   | Mike Duff     | Yamaha | +2' 11" 7 | 2     |
| 6   | Bill Ivy      | Yamaha | +2' 43" 4 | 1     |

## Classe sidecar

### Arrivati al traguardo
| Pos | Pilota            | Passeggero          | Moto | Tempo     | Punti |
| --- | ----------------- | ------------------- | ---- | --------- | ----- |
| 1   | Fritz Scheidegger | John Robinson       | BMW  | 40' 29" 5 | 8     |
| 2   | Max Deubel        | Emil Hörner         | BMW  | +3" 7     | 6     |
| 3   | Georg Auerbacher  | Wolfgang Kalauch    | BMW  | +8" 1     | 4     |
| 4   | Klaus Enders      | Reinhold Mannischef | BMW  | +29" 5    | 3     |
| 5   | Colin Seeley      | Wally Rawlings      | BMW  | +2' 36" 3 | 2     |
| 6   | Tony Wakefield    | Graham Milton       | BMW  |           | 1     |

## Fonti e bibliografia
- Corriere dello Sport, 4 luglio 1966, pag. 11.
- Risultati della 500 su autosport.com, su autosport.com.